# Región de Halland
La Región de Halland (en sueco: Region Halland) es la institución política y administrativa de la provinvia de Halland. Está constituida por 6 comunas, en un área de 5 426,59 km² y una población de 333 848 habitantes (2019). Tiene como función principal la definición de las políticas y la gestión de los servicios de salud y los cuidados dentales, de los transportes públicos y de las bibliotecas. Además de eso, participa en la planificación del desarrollo de la región.

### Asistencia médica

#### Hospitales
Entre los hospitales tutelados o gestionados por la Región Halland están:
- Hospital Regional de Halmstad (Hallands sjukhus Halmstad)
- Hospital de Varberg (Hallands sjukhus Varberg)
- Hospital de Kungsbacka (Hallands sjukhus Kungsbacka)

### Transportes públicos
La Región de Halland es propietaria de la empresa de transportes públicos Hallandstrafiken, que gestiona los viajes de toda región, con la salvedad de la comuna de Kungsbacka, donde estos transportes son asegurados por la empresa pública Västtrafik, de la vecina ciudad de Gotemburgo.

## Las regiones político-administrativas de Suecia

Regiones político-administrativas de la Suécia.

Las regiones político-administrativas de Suecia (region) corresponden territorialmente a las provincias de Suecia (län). Son un nivel intermedio entre el estado (staten) y los municipios (kommun).                                                                                                                    En la Nomenclatura Común de las Unidades Territoriales Estadísticas de la Unión Europea, constituyen el nivel 3 (NUTS 3).
Estas unidades políticas regionales son dirigidas por una asamblea regional (regionfullmäktige) – electa cada 4 años - la cual nombra un gobierno regional (regionsstyrelse), y varias comisiones regionales.                                                                                                                                                Las diferentes áreas de actividad están organizadas en comisiones y empresas, todas dirigidas por direcciones políticas.                                                                                                           El ”presidente regional” (regionråd) es responsable por la coordinación de las actividades de la región, siendo estas ejecutadas por un cuerpo de operarios.
Las ”regiones político-administrativas” (region) coexisten dentro de los condados (län) con las administraciones regionales del estado (länsstyrelse).                                                                                                                          Mientras las regiones son órganos políticos responsables de la salud, transportes, cultura, etc., las administraciones regionales del estado son los órganos locales del estado responsables del empleo, justicia, etc.